# Амджад Али Шах
Амджад Али-шах, также известен как Наджм ад-Даула Абул-Музаффар Муслех уд-Дин (урду مجد علی شاہ‎; ок. 1801 — 13 февраля 1847) — четвертый наваб Ауда (7 мая 1842 — 13 февраля 1847), пятый сын и преемник Мухаммада Али Шаха.

## Биография
Родился до 30 января 1801 года в Лакхнау. Пятый сын Мухаммада Али Шаха (ок. 1777—1842), третьего короля Ауда (1837—1842). Его матерью была вторая жена Мухаммада, Малика-и-Афак Муггадара Асма Мумтаз уз-Замани Наваб Джана Ара Бегум Сахиба, дочь Имама ад-Даулы, Наваба Мухаммада Имам уд-Дина Хана Бахадура.
15 октября 1837 года Аджад Али-шах был назначен отцом наследником престола, получив титулы: Сурайя Джах и Вали Ахад Мирза Бахадур.
7 мая 1842 года после смерти своего отца Мухаммада Али Шаха Амджад Али Шах унаследовал титул короля Ауда. Его коронация состоялась 17 мая 1842 года во дворце Фархат-Бакш в Лакхнау.
В его правление был построен мост через реку Гомати и железобетонная дорога из Лакхнау в Канпур. Он также построил Хазратгандж и Аминабад Базар, основные торговые рынки в Лакхнау.
Амджад Али-шах скончался от рака 13 февраля 1847 года в возрасте 47 лет. Он был похоронен в Имамбара Сибтайнабад в западной части Хазратгандж, Лакхнау . Ему наследовал его второй сын Ваджид Али Шах (1822—1887), последний (5-й) король Ауда (1847—1856).

## Жены и дети
У Амджада Али-шаха было пять главных и одиннадцать временных жен, от которых у него родилось семь сыновей и шесть дочерей.

### Главные жены
- 1-я жена: Малика-и-Кишвар Бахадур, Мухтар-и-Алиия, Фахр уз-Замани Наваб Тадж Ара Бегум Сахиба (Джанаб-и-Алия) (1803—1858), дочь Наваба Хисама уд-Дина Хана Бахадура из Калпи
- 2-я жена: Малика-и-Ахад Тадж-и-Мукадиат Наваб Фахфур Махал Сахиба (1818 — после 1847)
- 3-я жена: Наваб Имтиаз ун-Ниса Бегум Султан Махал Сахиба (Хусайни Ханум) (1830—1847), дочь Хусейна Али
- 4-я жена — Малика-и-Гитит Наваб Хушру Бегум Сахиба (ок. 1813 — ?)
- 5-я жена — Наваб Ихтерам ун-Ниса Бегум Ифтикхар Махал Сахиба (ок. 1819 — ?), дочь Ахмад-Хана.

### Дети
- Сикандер Хашмат, Сахиб-и-Алам, Мирза Мухаммад Мустафа Али Хайдар, Бахрам Шаукат Бахадур (ок. 1819 — до 1901). Около 1838 года он отрекся от своего отца, был лишен титулов и заключен в тюрьму
- Шахзаде Абу Эль-Мансур, Сикандер Джах, Сулейман Хашам, Сахиб-и-Алама, Хуршид Хашам, Назим уд-Даула, Муршидзада Мухаммад Ваджид Али, Вали Али Бахадур (30 июля 1822 — 1 сентября 1887), 5-й король Ауда (1847—1856).
- Шахзаде Сикандер Хашмат, Мирза Мухаммад Джавад Али Бахадур (1828 — 25 февраля 1858, Лондон). Некоторое время был наследником своего старшего брата Ваджида Али-шаха.
- Шахзаде Сулейман Кадр, Мирза Мухаммад Хасан Али Бахадур (1828 — 2 августа 1910, Калькутта)
- Шахзаде Дара Ситават, Мирза Мухаммад Раза Али Бахадур (до 1842 — до 1889)
- Шахзаде Сикандар Кадр, Мирза Мухаммад Хусейн Бахадур
- Шахзаде Кисра Шикох, Мирза Мухаммад Али Аббас Бахадур (до 6 ноября 1844 — 21 апреля 1845).

- Сахибзади Муаззам ун-Ниса Бегум (Наваб Махди Мухаммад Бегум) (до 1826 — 19 июля 1872)
- Наваб Алия Бегум Сахиба (1827 — ?)
- Сахибзади Ашраф ун-Ниса Бегум (Мулка-и-Дауран, Наваб Ашраф Бану Бегум Сахиба) (ок. 1834 — после 1872)
- Сахибзади Иззат ун-Ниса Бегум (Наваб Джафри Бегум Сахиба) (до 1835 — до февраля 1890)
- Наваб Султан Ара Бегум Сахиба (Наваб Аскари Бегум Сахиба) (до 1843 — ?)
- дочь (имя неизвестно).